# Tschugg
Tschugg (toponimo tedesco) è un comune svizzero di 446 abitanti del Canton Berna, nella regione del Seeland (circondario del Seeland).

## Storia
Nel 1946 ha inglobato il comune soppresso di Mullen.

## Monumenti e luoghi d'interesse

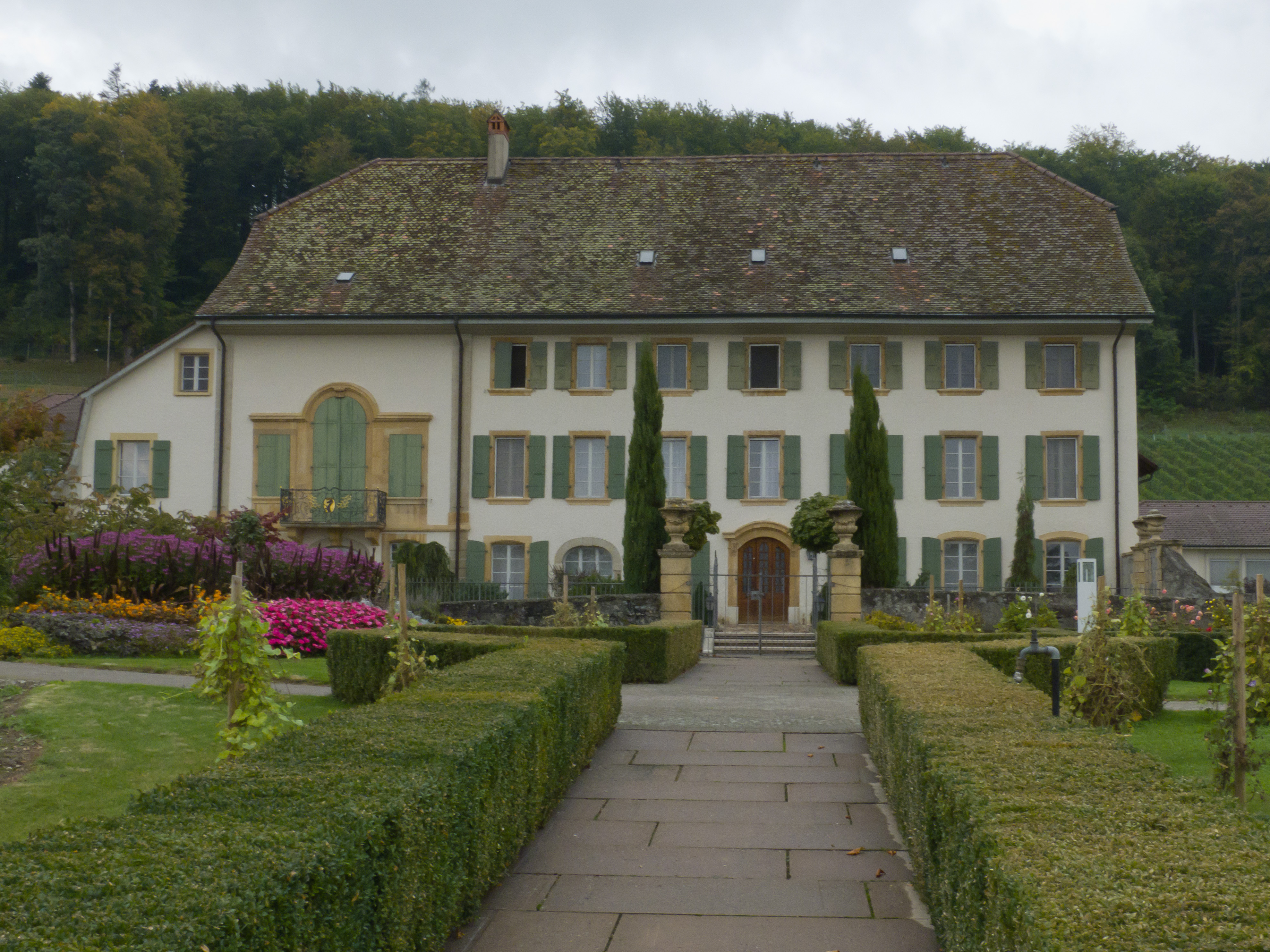
La Steigerhaus

- Steigerhaus (già Laubenhaus), tenuta attestata dal 1358 e ricostruita nel XVIII secolo[1].

## Società

### Evoluzione demografica
L'evoluzione demografica è riportata nella seguente tabella:
Abitanti censiti

## Amministrazione
Ogni famiglia originaria del luogo fa parte del cosiddetto comune patriziale e ha la responsabilità della manutenzione di ogni bene comune.